# منتخب النرويج تحت 16 سنة لكرة القدم
منتخب النرويج تحت 16 سنة لكرة القدم هو ممثل النرويج الرسمي في المنافسات الدولية في كرة القدم في فئة كرة قدم تحت 16 سنة للرجال ، يديريه اتحاد النرويج لكرة القدم.

## وصلات خارجية
- الموقع الرسمي